# Opoldne nekega dne
Opoldne nekega dne je družbeni roman slovenskega pisatelja in vsestranskega ustvarjalca Vinka Möderndorferja. V romanu Möderndorfer predstavi prvoosebnega pripovedovalca srednjih let, ki pripoveduje o svoji sreči.
Spremno besedo z naslovom Vprašanje sreče ali roman usodne elipse je napisal slovenski pesnik Boris A. Novak. Knjiga je izšla pri Cankarjevi založbi 2008 s finančno podporo Ministrstva za kulturo Republike Slovenije. 

### Zgodba
Roman se začne s pogovorom pripovedovalca, čigar imena nikoli ne izvemo, in njegove žene Janje tik pred spanjem. Že takoj na začetku omeni, kako srečen in zadovoljen je s svojim življenjem – živi v hiši v mestu z ženo, ki jo ima zelo rad in s katero se zelo dobro razumeta. Ima dva otroka, Saro, ki je stara petindvajset let in Matijo, ki je star dvaindvajset, vendar živita že na svojem in le redko prihajata domov. 
Skozi njegovo pripovedovanje izvemo, da ima vse, kar potrebuje in zaradi česar je lahko srečen. Po denacionalizaciji je z malo sreče in svojih spretnosti pri nepremičninskih poslih obogatel, uspešno vodi nepremičninsko podjetje Biro 9 skupaj z bratom dvojčkom Dorianom, skrbi za svojo bolno mater in ženine sorodnike. Videti je, da v življenju nima večjih skrbi in težav, razen tega, da je »debel, grd in počasen« (kot se sam opiše) in je s tem popolno nasprotje svojemu bratu, ki je suh, lep, visok in hiter. Kljub temu poudarja, kako sta si bila z bratom navkljub drugačnosti vseskozi zaveznika in prijatelja, kako se kljub različnosti dopolnjujeta. Da sta skupaj »celota. Debeluh in suhec. Blebetač in tiha voda. Nekakšen jing jang. Čista harmonija. Popolna sreča.« 
Skozi zgodbo razvije čustva do tajnice, ki se vsem zdi nesposobna, njemu pa je všeč. Vendar kljub temu da ji izkaže naklonjenost s tem, da ji kupi papagaja v ogromni kletki, ostaja zvest svoji ženi, ki jo ima zelo rad in je ne bi za nič na svetu prevaral. Drugače pa se vedno opisuje kot srečen človek, ki ima vse, kar si želi in tudi njegovi bližnji ga imajo radi. S svojo simpatičnostjo in preprostostjo »zaslepi« tudi nas, bralce, ki mu vseskozi verjamemo, da je res srečen. Vseeno pa se skozi zgodbo pojavita dvom ali dva o tej sreči, ki postaja že nekam sumljiva, tudi napetost se vzpne proti koncu dela. Takrat se nam ponujeni videz spreobrne v nekaj povsem drugega in doživimo preobrat v nepričakovani, dosti hujši obliki, kot smo si predstavljali. Avtor nam s pretresljivo pripovedjo prikaže, kaj se je v resnici dogajalo v ozadju popolnega in srečnega življenja.

## Nagrade
Roman je bil leta 2005 nominiran za nagrado kresnik.